# Aplocheilus werneri
Aplocheilus werneri är en fiskart som beskrevs av Meinken, 1966. Aplocheilus werneri ingår i släktet Aplocheilus och familjen Aplocheilidae. Inga underarter finns listade i Catalogue of Life.